# Zărand (gmina)
Zărand – gmina w Rumunii, w okręgu Arad. Obejmuje miejscowości Cintei i Zărand. W 2011 roku liczyła 2677 mieszkańców.